# Diocese de Bridgeport
A Diocese de Bridgeport (Dioecesis Brdigeportensis) é uma circunscrição eclesiástica da Igreja Católica sediada em Bridgeport, localizada no estado norte-americano de Connecticut. Abrange todo o condado de Fairfield. Foi erigida em 6 de agosto de 1953, por meio da bula Qui urbis Hartfortiensis do Papa Pio XII, sendo desmembrada da Diocese de Hartford, que foi elevada a arquidiocese metropolitana, da qual passou a ser sufragânea.  Seu atual bispo é Frank Joseph Caggiano que governa a diocese desde 2013 e sua sé episcopal é a Catedral de Santo Agostinho. 
Possui 82 paróquias assistidas por 272 sacerdotes e cerca de 50,2% da população jurisdicionada é batizada.

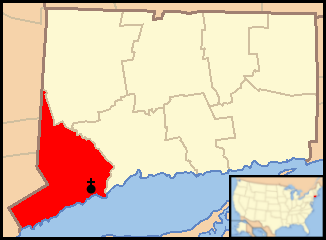
Área territorial da Diocese de Bridgeport.

## Prelados
|        | Nome                   | Período    | Notas                                    |        |
| Bispos | Bispos                 | Bispos     | Bispos                                   | Bispos |
| ------ | ---------------------- | ---------- | ---------------------------------------- | ------ |
| 5º     | Frank Joseph Caggiano  | 2013-atual |                                          |        |
| 4º     | William Edward Lori    | 2001-2012  | Nomeado Arcebispo de Baltimore           |        |
| 3°     | Edward Michael Egan    | 1988-2000  | Nomeado Arcebispo de Nova Iorque         |        |
| 2º     | Walter William Curtis  | 1961-1988  |                                          |        |
| 1º     | Lawrence Joseph Shehan | 1953-1961  | Nomeado Arcebispo-coadjutor de Baltimore |        |

## Ligações Externas
- «Site da Arqudiocese»
- «Fairfield County Catholic»; jornal oficial da diocese.